# Anais Möller
Anais Möller es una astrofísica venezolana que se desempeña como investigadora en la Universidad Nacional Australiana, especialmente en el observatorio del Monte Stromlo en Canberra.

## Biografía

### Formación académica
Möller estudió física teórica en la Universidad Simón Bolívar en Venezuela. Más adelante se trasladó a Francia para realizar sus estudios de Maestría y Doctorado en la Universidad de París VII Denis Diderot.

### Carrera
Al finalizar sus estudios en Francia se trasladó a Australia para vincularse profesionalmente con la Universidad Nacional Australiana, donde  se desempeña como investigadora en el observatorio del Monte Stromlo en Canberra. Allí estudia las supernovas de tipo Ia, sistemas que utiliza para medir distancias espaciales y estudiar la expansión del universo. Además adelanta proyectos de clasificación fotométrica, aprendizaje automático y sondeos sobre energía oscura.
Posteriormente investigadora postdoctoral del  Centro Nacional para la Investigación Científica (CNRS) en el Laboratoire de Physique de Clermont (LPC) , Université Clermont-Auvergne en Francia.